# Sabangan
Sabangan là một đô thị hạng 5 ở tỉnh Mountain Province, Philippines. Theo điều tra dân số năm 2000, đô thị này có dân số 8.728 người trong 1.738 hộ.

## Barangay
Sabangan được chia thành 15 barangay.
- Bao-angan
- Bun-ayan
- Busa
- Camatagan
- Capinitan
- Data
- Gayang
- Lagan
- Losad
- Namatec
- Napua
- Pingad
- Poblacion
- Supang
- Tambingan